# 伊察苏
伊察苏（法語：Itxassou，法語發音：[itsasu]）是法国大西洋比利牛斯省的一个市镇，位于该省西部，属于巴约讷区和巴斯克地区城市公共社区。

## 地名
该地名“Itxassou”直接来源于巴斯克语，拼读方式不完全符合法语正字法，其发音为[itsasu]，根据实际发音其应译作“伊察苏”，《世界地名翻译大辞典》与《世界地名译名词典》将其误译作“伊特克萨苏”。

## 地理
伊察苏（43°19'46"N, 1°24'20"W）面积39.37 平方千米，位于法国新阿基坦大区大西洋比利牛斯省，该省份为法国东南部省份，涵盖了贝阿恩与北巴斯克，西临大西洋比斯開灣，北至朗德省，东北接热尔省，东临上比利牛斯省，南与西班牙接壤。
与伊察苏接壤的市镇（或旧市镇、城区）包括：比达赖、康博莱班、埃斯珀莱特、拉勒索尔、卢奥索阿、巴斯坦、艾诺阿。
伊察苏的时区为UTC+01:00、UTC+02:00（夏令时）。

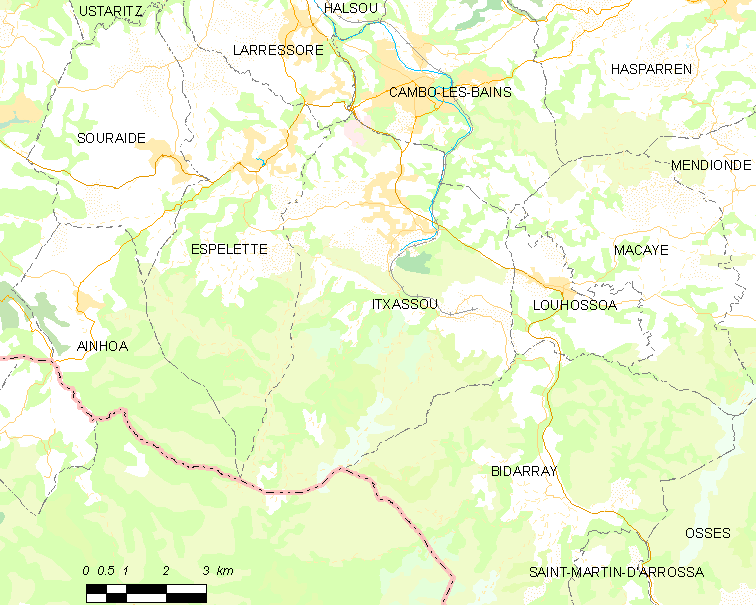
伊察苏的OSM定位图

## 行政
伊察苏的邮政编码为64250，INSEE市镇编码为64279。

## 政治
伊察苏所属的省级选区为巴伊古拉-蒙达兰县。

## 人口

1962-2008年间伊察苏人口变化图示

伊察苏于2022年1月1日时的人口数量为2204人。